# José Aguinaga
José Ignacio Aguinaga Crespo (Beasain, 11 maggio 1948) è un ex calciatore spagnolo, di ruolo portiere.

## Carriera
Giocò prevalentemente con Real Jaén e Atlético Madrid.